# DHARMA Kezdeményezés
A DHARMA Kezdeményezés (DHARMA Initiative, az angol Department of Heuristics And Research on Material Applications Initiative rövidítése, magyarul Tanulmányok a heurisztika és az anyagalkalmazások kutatásáról kezdeményezés) egy szervezet a Lost című tv-sorozatban. Ugyan a sorozat cselekményében már az első évadban szerepe van, de jelentőségének és mibenlétének kifejtése lassú és sok kérdést hagy hosszú időn át megválaszolatlanul; ennélfogva gyakran szolgál rajongói beszélgetések témájául.

## A szervezet neve
A dharma szó önmaga kulturális utalás lehet a keleti kultúrákra: szanszkrit nyelven „tartani”, a hinduizmus és a buddhizmus szóhasználata szerint pedig „az Univerzum törvénye”, illetve az ennek való megfelelés a jelentése. A hinduizmusban a kasztnak, társadalmi rendnek való megfelelés, a buddhizmusban a tanítás lényege Buddha értelmezésében, illetve a tanóra fogalma („az órák, melyeket a tanár ad a tanulónak”) társul még a jelentésként szóhoz.
A sorozatban a DHARMA egy mozaikszó az angol Department of Heuristics And Research on Material Applications (hozzávetőleg: A Kísérletalapú Ismeretgyűjtés és -Alkalmazás Osztálya) kifejezésből. Ezen jelentésére a sorozatból nem derül fény – a második évad tengerentúli vetítése alatt futott Lost Experience program fedte ezt fel, s később a sorozatot megrendelő ABC csatorna ennek hitelességéről sajtóközleményt adott ki.[forrás?]

## Jelentősége a történetben
|  | Alább a cselekmény részletei következnek! |

A Lost története legnagyobb részt egy lakatlannak tűnő trópusi szigeten játszódik, amelyen az első épített objektum, amelyet egy repülőgép-szerencsétlenség túlélői felfedeznek, egy a szervezet által épített bunker (a magyar szinkronban: fülke). Az első évad egyik központi témája, ahogy John Locke megpróbál bejutni a lezárt létesítménybe. A második évad során egyes karakterek azzal vívódnak, hogy tovább üzemeltessék-e a bent talált berendezéseket vagy hagyjanak-e fel ezzel, s tévedésükben végül megsemmisítik az épületet. A cselekmény előrehaladtával egyre több, hasonló helyet fedeznek fel, némelyiket elhagyatva, némelyiket a „többiek” (a sziget őshonos lakossága) által megszállva. A harmadik évadban derül fény arra, hogy a Dharma tagjait lényegében kiirtották az őslakosok, jóval az Oceanic 815 lezuhanása előtt. Az ötödik szezonban ugyanakkor – időutazás révén – egyes jellemek (a túlélők közül) az 1970-es évekbe kerülnek, s beépülnek soraikba. Maga a repülőgép lezuhanása (a sorozat kezdőjelenete) közvetve a szervezethez kötődik: az egyik állomásukon meghibásodó berendezések lényegében lerántják azt az égből.

### Az állomások
A túlélők által megtalált objektumok az egykori Dharma kutatóbázisai, kommunikációs egységei illetve lakókomplexumai. A történet egyik fő mozgatórugója az ezek utáni kutatás. Külön ízt ad a második évadnak, hogy a benne szereplő, frissen felfedezett bunker teljesen felszerelt, árammal és vezetékes vízzel ellátott, miközben az első évad javarészt a dzsungelben játszódott. Az állomások többségének saját, nyolcszögletű logója, illetve – az ott folytatott tevékenységről – egy tájékoztató filmje van; ezek sokszor ellentmondanak egymásnak.
| Szám | Állomásnév                      | Eredeti szerepkör                                    |
| ---- | ------------------------------- | ---------------------------------------------------- |
| 2    | Nyíl (The Arrow)                | információgyűjtés az őslakókról, védelmi stratégiák  |
| 3    | Hattyú (The Swan)               | az elektromágnesesség vizsgálata és kordában tartása |
| 4    | Láng (The Flame)                | kommunikációs állomás                                |
| 5    | Gyöngy (The Pearl)              | pszichológiai kísérletek végrehajtása, felügyelete   |
| 6    | Orchidea (The Orchid)           | növénytani- és időmanipulációs kísérletek            |
| 8    | Hidra (The Hydra)               | állattani kísérletek                                 |
| 10   | Pálca (The Staff)               | orvosi állomás                                       |
| 1    | Tükörország (The Looking Glass) | alternatív kommunikációs állomás                     |
| 7    | Vihar (The Tempest)             | méregraktár                                          |
| 9    | Lámpaoszlop (The Lamp Post)     | a sziget bemérése                                    |

#### A Nyíl
```
Megtalálták: A farokrész túlélői
```

Az állomás először az A másik 48 nap című epizódban kerül említésre mint egy elhagyatott raktár, illetve mint a farokrész túlélőinek menedéke. Az itteni limlomok közül kerül elő többek között a Hattyú tájékoztató filmjének egy része; magának a Nyílnak a tájékoztatója szerint az állomás az őslakosok megfigyelésével foglalkozik és az ellenük való védekezésben és stratégiakidolgozásban van jelentősége.

#### A Hattyú
```
Megtalálta: John Lock és Boone Carlyle
```

Az állomás központi szerepet tölt be a történetvezetésben.
A külvilág elől elrejtett, az őslakosok területén felépített, földalatti létesítmény egy geodézikus kupolából és egy élettérből áll, amely utóbbi lehetővé teszi a bent tartózkodó személyzetnek, hogy huzamosabb ideig ne kelljen elhagynia az állomást. A kupolában számítástechnikai berendezések kaptak helyet.
Építésének eredeti célja, hogy ott tanulmányozhassák a sziget különleges elektromágneses tulajdonságait. A kísérletek során, egy balul sikerült fúrás alkalmával a mező megsérül, s innentől meghatározott időközönként „le kell csapolni” azt. A Dharma nem automatizálja ezt a folyamatot, s az erre kialakított protokoll szerint 108 percenként egy kódot kell megadni a számítógépnek, hogy ezt végrehajtsa.
A túlélők közül John Locke és Boone Carlyle véletlenszerűen fedezik fel egyik lezárt ajtaját az első évad során, s végül Locke-nak sikerül kinyitnia azt az Exodus című epizódban, hogy a több éve lenn élő Desmond David Hume-ot találják ott, állig felfegyverkezve. A kialakuló rövid tűzharc során találatot kap és elfüstöl az állomás számítógépe, s miután ezt kijavítani nem tudja, Desmond fejvesztve elmenekül onnan. A gépet végül Sayid hozza helyre, s a túlélők kezdik el betáplálni a kódot Locke vezényletével, akinek ez egyfajta hitvallásává válik. Miután egy alkalommal képtelen lesz ezt megtenni, kénytelen az általuk fogolyként fogva tartott Henry Gale-re bízni azt, aki később azt állítja, hogy nem ütötte be a kódot. Ez megingatja Locke hitét abban, hogy valóban fontos dolog-e a „gomb nyomogatása”, s miután Eko-val felfedezik a Gyöngy állomást és megtekintik annak tájékoztató filmjét, végül felhagy a dologgal. (A film szerint a Gyöngy egy megfigyelő állomás, ahol egy – többek között a Hattyú állomáson zajló – pszichológiai kísérletet követnek nyomon.) Nyomorultul érezve magát és feldühödve azon, hogy egy ilyen pszichológiai cselnek bedőlt, összeáll az ismét felbukkanó Desmonddal, akivel elbarikádozzák magukat a bunkerben, s eldöntik, hogy kivárják a 108 percet és megnézik mi történik, ha nem tesznek semmit. Miután Desmond ráeszmél a gomb fontosságára, ám a számítógép már tönkre van téve, elfordítja a biztonsági kulcsot: az állomás ekkor fülsértő hang és az égbolt kifehéredése kíséretében eltűnik, s az állomáson levők hirtelenjében a sziget különböző pontjain találják magukat. Mindez egy rövid ideig észlelhetővé teszi a szigetet a külvilág számára, s a szigethez vezeti Penelope Widmore-t, Desmond barátnőjét.
A visszaemlékezésekből, illetve Desmond és Faraday elmefuttatásából kiderül, hogy az Oceanic 815-ös végső soron a bunker berendezései miatt zuhan le.

#### A Láng
```
Megtalálta: Danielle Rousseau, Sayid Jarrah,  John Locke és Kate Austen
```

A Dharma kommunikációs állomása, s ellenben a szervezet legtöbb épületével, nincs elrejtve: egy faházikó az erdőben egy jókora parabola-antennával a tetején, alatta pincével, körülötte karámokkal. Az őslakosok később aktív használatukba veszik a létesítményt, s hírcsatornák figyelésére, illetve saját, kiküldetésben levő tagjaikkal való kommunikációra használják azt. A túlélők egy csoportja a harmadik évad 77 című részében fedezi fel, s miután az ott talált, kezdetben barátságos és magát Dharma-tagnak valló Mikhail Bakunint foglyul ejtik, Locke az ott talált C4-gyel – Dharma-eljárás szerint – felrobbantja az épületet.

#### A Pálca
```
Megtalálta: Claire Littleton, Kate Austen és Danielle Rousseau
```

Orvosi állomás, később a „többiek” által a terhes nők elhelyezésére használt épület. Egy hosszú folyosóra felfűzve műtő, öltöző és egy pihenőszoba van benne, illetve további két, rejtett helyiség. A történetben a terhes Claire Littleton kapcsán kerül elő először, akit – mivel mint később kiderül, kezelését a túlélők táborában folytatni nem tudja – Ethan elrabol és ebben az épületben helyez el. Innen Alex megszökteti, s Rousseau segítségével jut vissza saját táborába. Később a túlélők egy csoportja és Rousseau ismét felkeresi a helyet, hogy azt teljesen elhagyatva találják. A harmadik évad D.O.C. című epizódjában Juliet itt vizsgálja meg Sun magzatát.

#### A Gyöngy
```
Megtalálta: Először: Nikki Fernandez és Paulo
```

```
Később: John Locke és Mr. Eko
```

Földalatti, pszichológiai munkaállomás lakótér nélkül, az ott dolgozók máshol kerültek elszállásolásra. Alkalmazottjainak feladata a többi állomás megfigyelése, azok lakói tevékenységének lejegyzése és ezen iratok eljuttatása csőpostán keresztül a feldolgozó központba. Az ezen feladatokat ismertető tájékoztató film, illetve a tény, hogy a Hattyú állomás be van kamerázva, együttesen megdönti Locke „hitét”, s az emiatt felhagy ottani tevékenységével. (Az ottani számítógép által 108 percenként bekért kódot kezdetben ő táplálta be.) A második évad Élj másokkal, halj meg egyedül című epizódjában Desmond felveti azt a lehetőséget, hogy maguk az itt dolgozók voltak pszichológiai kísérlet alanyai, s hogy őket is megfigyelték. Ugyanebben a részben a túlélők egy másik csoportja a sziget egy tisztásán megtalálja a semmibe vezető csőposta végét, körülötte egy hatalmas halom, érintetlen postacsővel. Egy későbbi epizódban a túlélők ezen a helyen keresztül értesülnek a Láng állomás létezéséről.

#### A Hidra
```
Megtalálta: A Többiek en kívül senki, mivel csak odavitték őket, nem találták meg
```

Állattani kutatásokra használt, a többihez képest rendkívül nagy, összetett, külön szigeten elhelyezkedő, részben földfelszíni, részben az alatti állomás. A történet szerint a többiek csoportja időlegesen ideköltözik, miután az Oceanic 815 lezuhan a szomszédos nagyobb szigeten. Ben utasítására a túlélők közül itt van fogva tartva az egyébként szerelmi háromszöget képező Jack, Kate és Sawyer. Ben előbb megtöri Sawyert, majd úgy intézi, hogy Jack az állomás kamerarendszerén keresztül szemtanúja legyen Kate és Sawyer együttlétének. Az így megtört – s eredetileg sebészorvos – Jack végső soron elvállalja a halálosan beteg Ben megműtését, s a műtőasztalon való helyzetével visszaélve lehetőséget ad két társának a szökésre. A fogvatartás ideje alatt Jack és a többiek egy tagja, Juliet között érzelmi viszony szövődik. A másik szigeten, trópusi körülmények között talált jegesmedvék erről a kutatóhelyről lettek szabadon engedve.
Az ötödik évad során ezen állomás szigetén zuhan le az Ajira 316-os repülőjárata, fedélzetén Locke-kal, Sun-nal, Bennel és Frank Lapidus-szal.

#### Tükörország
```
Megtalálta: Charlie Pace és Desmond Hume
```

Vízfelszín alatti állomás, nagyjából kétszáz méterre a nagyobb sziget partjaitól, amivel egy villanykábel köti össze. Egyrészt alternatív kommunikációs állomás volt, másrészt feladata a tengeralattjáró számára irányjel küldése (pontos helymeghatározás nélkül a sziget megközelíthetetlen, mivel az vándorol(!)), illetve a rádiózavarás. A harmadik évad záróepizódjában Charlie Pace, a túlélők egyike vállalja, hogy egy öngyilkos akcióval üzemen kívül helyezi az ottani zavaróberendezést, lehetővé téve a külvilág felé való kommunikációt, s egy közeli hajó hívását.

#### A Vihar
```
Megtalálta: Charlotte Lewis, Daniel Faraday és Juliet Burke
```

A sziget egy távoli pontján elhelyezkedő épület. Az egyedül a negyedik évad „A másik nő” című részében felbukkanó állomás az évad új szereplőinek (pontosabban Charlotte Staples Lewis és Daniel Faraday) egyik első úticélja, mondván, hogy az ott tárolt mérgesgázokat semlegesítsék és megakadályozzák a szigeten való bevetésüket.

#### Az Orchidea
```
Megtalálta: John Locke, Benjamin Linus, Hugo "Hurley" Reyes
```

Üvegháznak álcázott, részben növénytani kísérleteket is végző, ám valójában nagyrészt földalatti, idő- és térmanipulációval foglalkozó, a Hattyúhoz hasonlóan különleges elektromágneses tulajdonságokkal bíró területre épített állomás. Az elsőként a negyedik évad Kabinláz című epizódban említett, majd zárórészében bejárt állomás, kísérleti szobája mögött egy már régebbi időkben épült, hieroglifákkal teleírt, fagyos helyiséggel. Az ebben található kormánykerék elfordításával a sziget térben és időben véletlen helyre mozdítható az eredetihez képest: ezt előbb Ben, majd Locke is megteszi. Az első elforgatás azonban nem sikerült jól, s kerék kiakadva, szabadon forgott tovább, ide-oda dobálva időben a szigeten maradt túlélőket és a negyedik évad során odaérkezett hajó ott ragadt utasait, hogy végül 1977-ben kössenek ki. A kereket használó személyek a Szaharában térnek magukhoz, mivel – mint később kiderül – ez a sziget „kimeneti pontja”.

#### A Lámpaoszlop
```
Megtalálta: Sun-Wha Kwon, Desmond Hume, Jack Shephard és Benjamin Linus
```

Egy civilizált helyen található állomás. Először az ötödik évad 316 című részében látható.
Amikor az Jack, Kate, Sun, Ben és Desmond elmennek Eloise Hawkinghoz egy templomba, ott látták meg az állomást. Hawking azt mondta, hogy ez a Dharma Kezdeményezés első állomása. Ezzel mérték be, majd megtalálták a szigetet.

### Egyéb állomások

#### A Templom
```
Jártak ott: A Többiek
```

A templom egy titkos menedékhely, ahol a Többiek, Ben nevelt lánya, Alex, Carl és Roussea bújt volna el mikor jött az ellenséges hajó, ám Carlt és Rousseat kivégezték, Alexet pedig elvitték túsznak. A Többiek kivéve Bent el tudtak rejtőzni, aztán előjöttek támadni. A Templomról nincs semmilyen kép vagy egyéb információ, csupán Ben térképén egy Dharma logóval és a logón belül olvasható Temple szóval.

#### "The Wrench" (Hivatalos fordítás nincs, A csavarkulcs)
A műhely a Barakkokban (Az időutazás idején, 1977 és 1980 között mikor még a Dharma tagjai éltek a Barakkokban) ahol Juliet Dharma tagként, pontosabban szerelőként dolgozott.

#### Ismeretlen állomás
Az állomás lehetséges helye a "Blast Door map" on (Akkor látható amikor a Hattyú állomáson zárlat keletkezik és lezáródnak az ajtók, az áram elmegy és UV fények kezdenek el világítani. Ekkor Locke meglátja az egyik lezáródott ajtón a Blast Door térképet amit később megpróbál lerajzolni) látható. Mivel a DHARMA kezdeményezés egyik fő célja a sziget különleges meteorológiai jellemzőinek vizsgálata, feltehetően egy meteorológiai állomás. A Lost Enciklopédia szerint vagy létezett vagy az építést nem fejezték be, így nem létezik.

### További történet
A Lost Experience szerint a Dharma Kezdeményezés finanszírozója a Hanso Alapítványon keresztül Alvar Hanso, egy dán fegyvergyár-tulajdonos. A szervezetet magát a Michigani Egyetem két hallgatója, Gerald és Karen DeGroot alapította 1970-ben. Céljuk egyrészt kutatási szabadságot biztosítani a meteorológia, a pszichológia, a parapszichológia, az állattan, az elektromágnesesség és az utópisztikus társadalomtudomány területén. Hanso megfogalmazásában a projekt célja a világvége idejét megjövendölő Valenzetti-egyenlet együtthatóinak megváltoztatása, azaz az emberiség létének kitolása.
A sorozat elbeszélése szerint amikor a Kezdeményezés megtelepedik a szigeten, az már lakott, s az őslakosokkal való gyakori összetűzések zavarják munkájukat. A két fél végül fegyverszünetet köt és olyan érdekszférákra osztja a szigetet, amelyek közt a megállapodás szerint nincs átjárás. A Kezdeményezés ennek ellenére titokban építkezéseket folytat a másik fél területén is. Végül a 90-es évek elején egy meglepetésszerű rajtaütésben lényegében nagy részüket kiirtják, s épületeik egy részét az őslakosok használják tovább.
A Barakkok amelyben először a Dharma Kezdeményezés tagjai, majd később a Többiek éltek, egy, a föld alá temetett hidrogénbomba fölé épült. A 12 tonnás "Jughead" becenevű hidrogénbombát az Amerikai Hadsereg hozta a szigetre 1954 ben azért, hogy teszteljék és később felrobbantsák. A bomba később az időutazás idején 1977 ben detonálva lett Jack és Juliet által.
|  | Itt a vége a cselekmény részletezésének! |